# 巴萬·那威
就是巴萬·那威
就是巴萬·那威就是巴萬·那威
就是巴萬·那威就是巴萬·那威
就是巴萬·那威